# Shiro

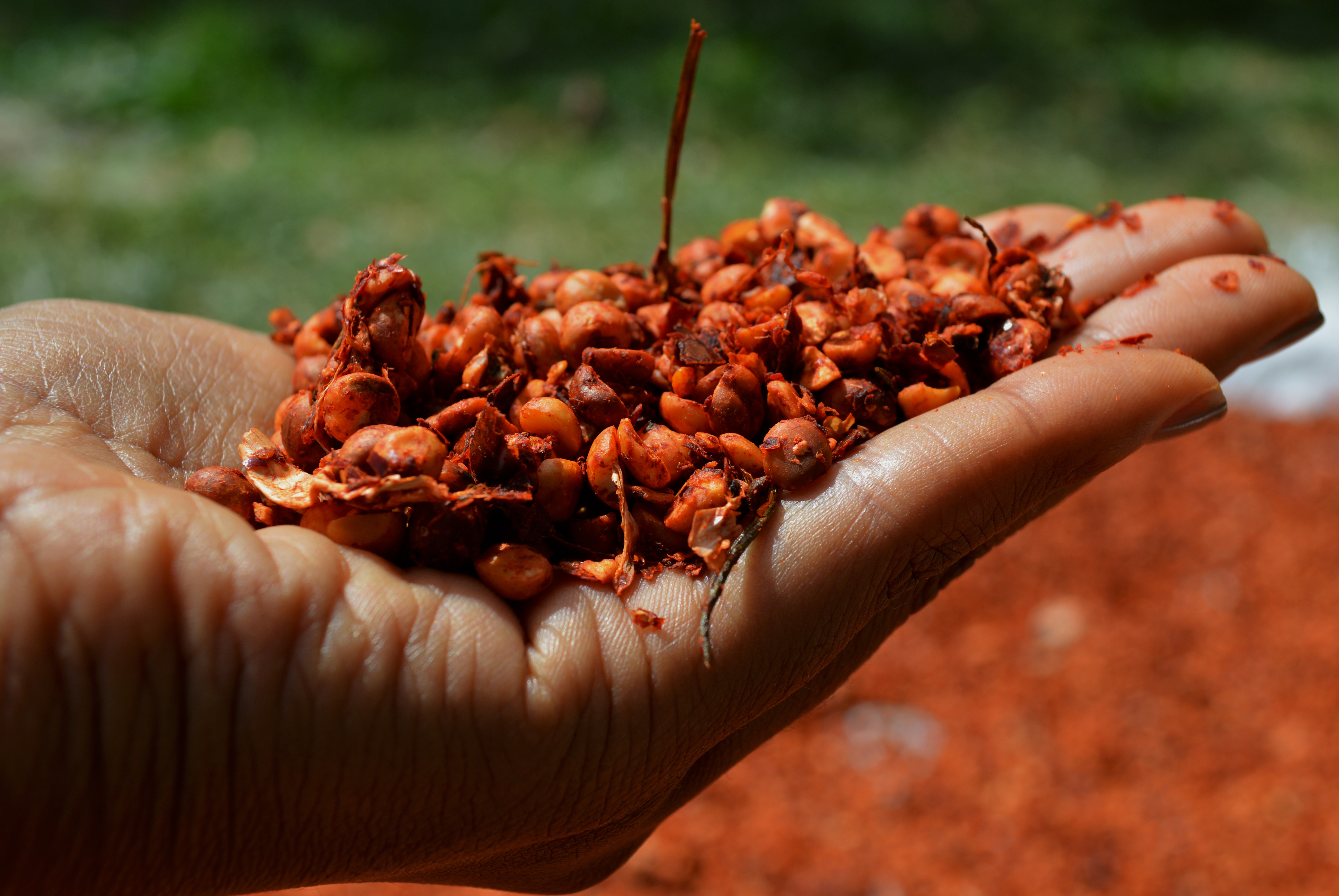
Préparation.

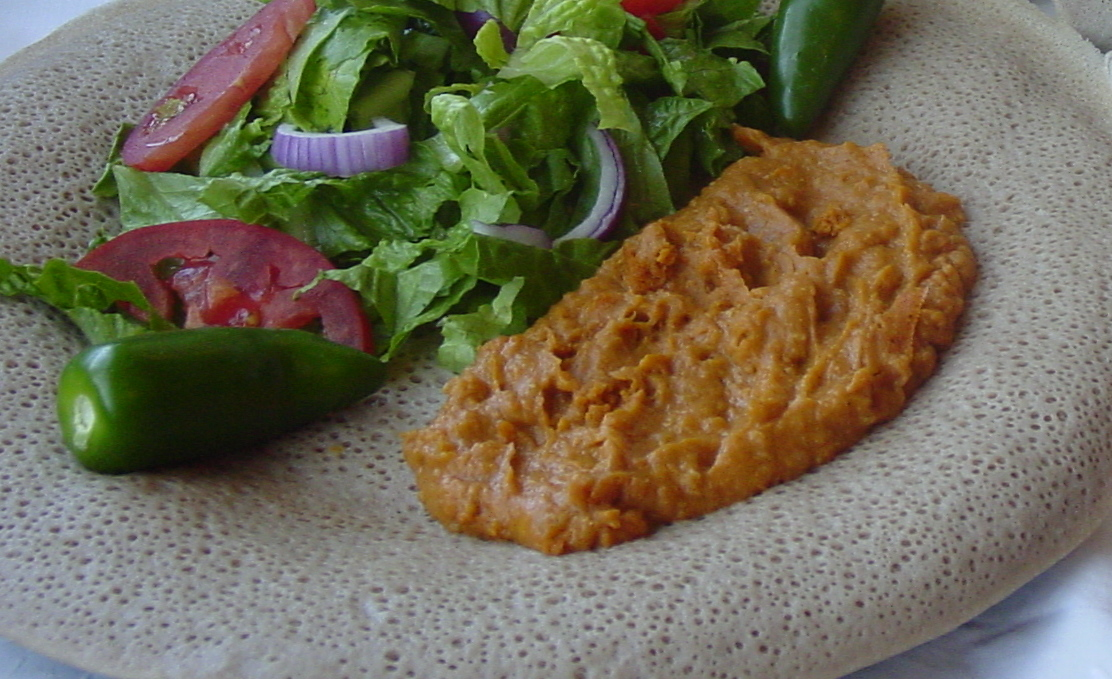
Taita et shiro sur injera.

Le shiro est un ragoût fait à partir de farine de pois chiches. Il est souvent agrémenté d'oignons, d'ail et de diverses épices. Le shiro est habituellement servi sur de l'injera. C'est un plat typique des jours de jeûne, durant lesquels la consommation de produits d'origine animale est proscrite par l'Église orthodoxe éthiopienne.